# KVM switch

Diagram över en KVM-switch som kontrollerar den högra datorn.

En KVM-switch, där KVM är en förkortning för keyboard, video och mouse, är en enhet för att styra flera datorer från samma uppsättning tangentbord, mus och skärm.
Vanligtvis brukar detta röra sig om kontroll av 2-4 datorer, men det finns även enheter som kontrollerar upp till 32 datorer.
Modernare KVM-switchar har även möjlighet att styra USB-portar och ljud. Det finns även de med HDMI och/eller DVI, men de vanligaste är för VGA.
Det finns analoga (passiva) och digitala (aktiva) KVM-switchar. De analoga kontrollerar man oftast med ett vridbart reglage och de digitala sköter man med tangentbordskommandon eller med knappar på switchen.
En nackdel med analoga KVM-switchar är att signalerna ibland kan gå förlorade och att enheterna inte initialiseras ordentligt.